# Joseph Gabriel Rheinberger
Joseph Gabriel Rheinberger (Vaduz, 17 marzo 1839 – Monaco di Baviera, 25 novembre 1901) è stato un compositore e organista liechtensteinese.

## Biografia
Già a sette anni Rheinberger era organista della chiesa parrocchiale di Vaduz e la sua prima composizione fu eseguita l'anno successivo. Nel 1851 entrò al Conservatorio di Monaco di Baviera, dove più tardi divenne professore di pianoforte e successivamente professore di composizione. Quando il Conservatorio fu sciolto, fu nominato ripetitore al Teatro di Corte, incarico da cui si dimise nel 1867.
Rheinberger sposò la sua ex allieva Franziska von Hoffnaass nel 1867. Andrew de Ternant, in The Musical Times, suggerisce che la moglie abbia avuto una significativa influenza sulla concezione artistica di Rheinberger.  Rheinberger era influenzato anche dalla pittura e dalla letteratura (specialmente inglese e tedesca).
Nel 1877 fu promosso al rango di direttore d'orchestra della Corte reale di Baviera, una posizione che gli assegnava la responsabilità della musica nella cappella reale. Successivamente gli fu riconosciuta la laurea honoris causa in filosofia dall'Università Ludwig Maximilian di Monaco.
Rheinberger fu un compositore prolifico. Le sue opere religiose comprendono dodici Messe (uno per doppio coro, tre per quattro voci a cappella, tre per voci femminili e organo, due per voci maschili e una per orchestra), un requiem, e uno Stabat Mater. Le altre opere annoverano parecchie opere, sinfonie, musica da camera e musica corale. Oggi è ricordato quasi esclusivamente per le sue composizioni per organo, elaborate e impegnative, che comprendono 2 concerti, 20 sonate, 22 trii, 12 meditazioni, 24 fughette e 36 pezzi solisti. Le sue sonate furono un tempo salutate come

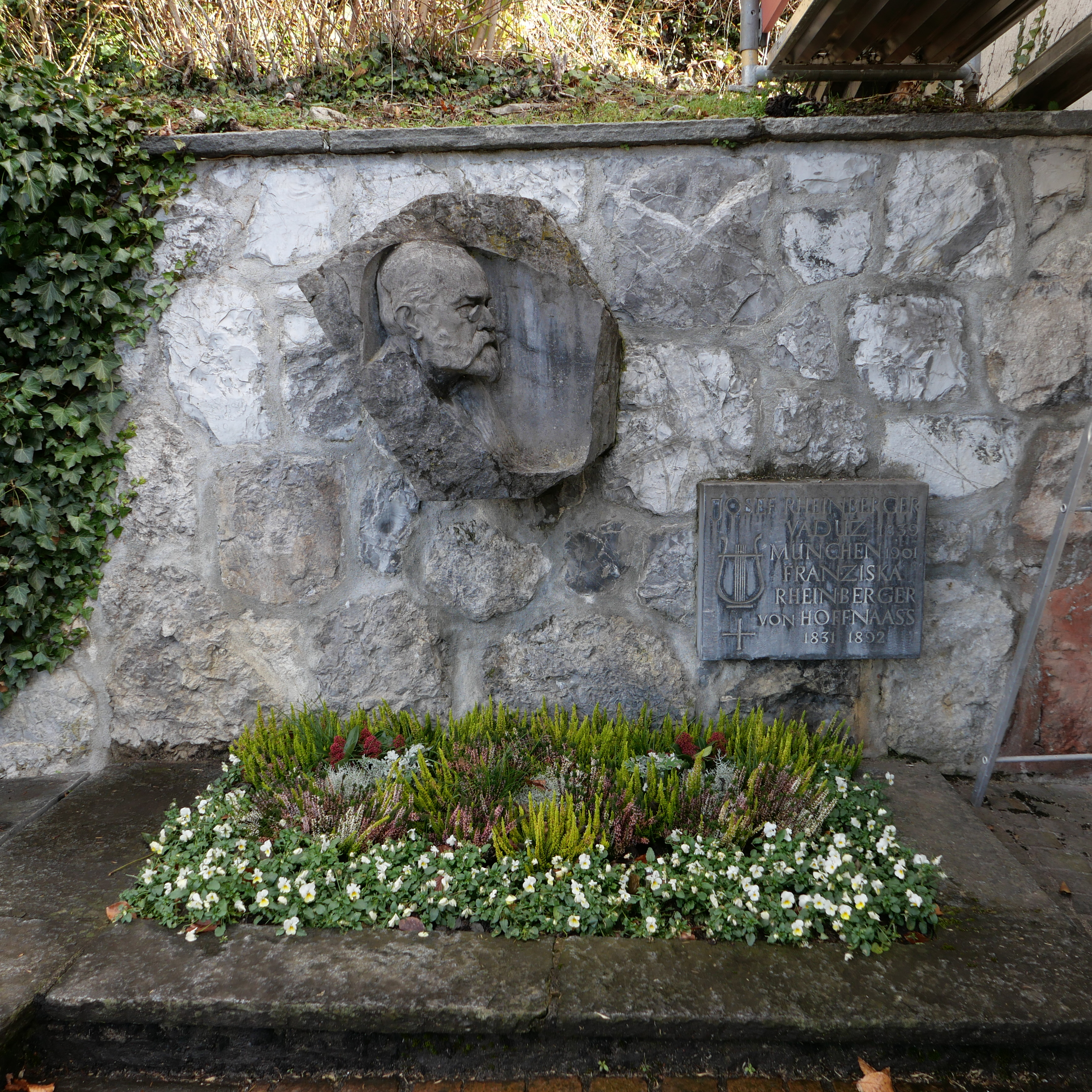
La tomba a Vaduz.

(J. Weston Nicholl)
Quando fu fondato a Monaco l'attuale Conservatorio, Rheinberger fu nominato professore di organo e di composizione, una posizione che ricoprì fino alla morte. Gli fu anche attribuito il titolo di "Regio Professore".
Josef Rheinberger fu sepolto nel vecchio cimitero meridionale di Monaco. La tomba fu danneggiata durante la seconda guerra mondiale e fu quindi trasferita nel 1949 nel cimitero della parrocchia di San Florino nella sua città natale, Vaduz. Dal 1989 i resti di Rheinberger e di sua moglie riposano in una tomba onoraria. Una lapide nel vecchio cimitero meridionale di Monaco ricorda Josef e Franziska Rheinberger.